# Mehlberger Straße 39

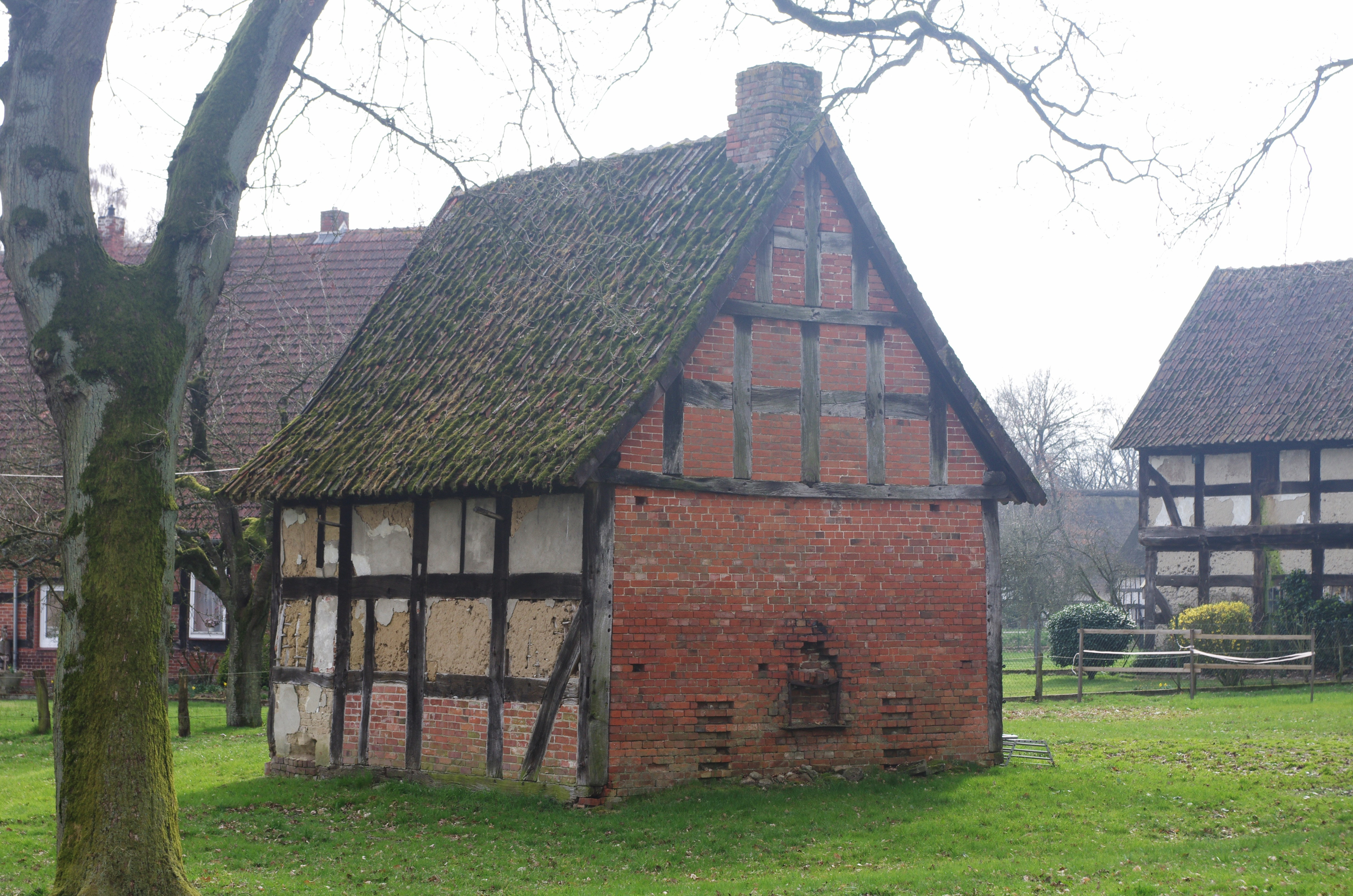
Backhaus, Mehlberger Str.39

Das Backhaus Mehlberger Straße 39 in Balge-Mehlbergen in der niedersächsischen Samtgemeinde Weser-Aue stammt aus dem 19. Jahrhundert.
Aktuell (2023) wird es als Nebengebäude genutzt.
Das Gebäude steht unter Denkmalschutz (siehe auch Liste der Baudenkmale in Balge).

## Beschreibung
Das eingeschossige große Backhaus, wohl aus dem 19. Jahrhundert, ist ein Fachwerkhaus mit Lehm- und Steinausfachungen und mit Satteldach.
In der Nähe steht der Speicher Mehlberger Straße 39.
Das Landesdenkmalamt befand: „… geschichtliche Bedeutung als … Backhaus in Fachwerk mit erhaltener Lehmstakung …“